# Portret infanta Ludwika Antoniego

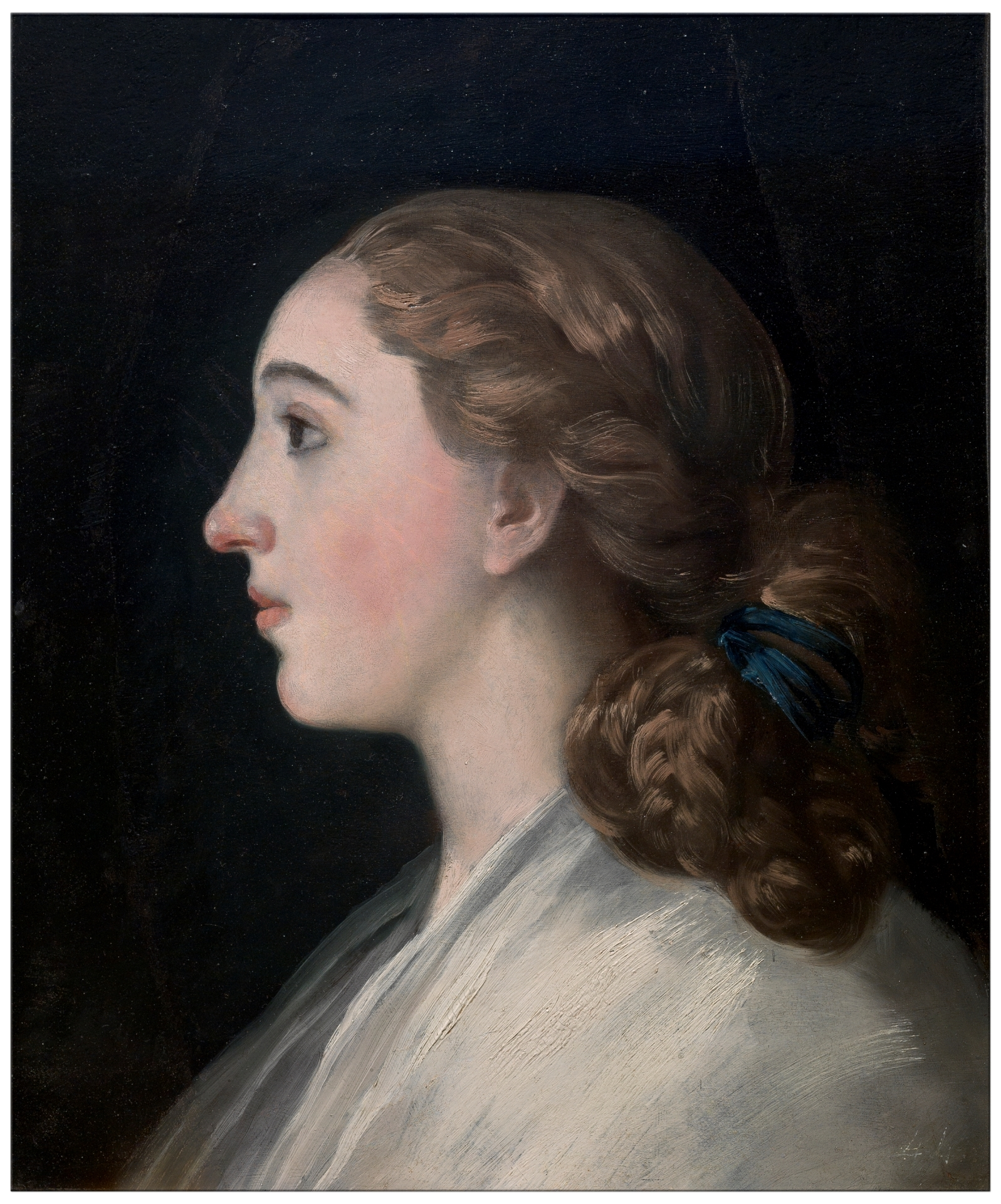
Portret Marii Teresy de Vallabriga, Goya, 1783

Portret infanta Ludwika Antoniego (hiszp. El infante don Luis de Borbón) – obraz olejny hiszpańskiego malarza Francisca Goi (1746–1828). Obecnie znajduje się w Madrycie, w prywatnej kolekcji książąt de Sueca.
Portret przedstawia infanta Ludwika Antoniego Burbona, brata Karola III. Infant popadł w niełaskę i został wydalony z madryckiego dworu, kiedy porzucił planowaną dla niego karierę duchownego i ożenił się z dużo młodszą aragońską hrabianką, Marią Teresę de Vallabriga y Rozas. Maria Teresa była córką kapitana aragońskiej kawalerii i hrabiny Josefy Stuart de Torresecas. Nie miała królewskiego rodowodu, dlatego małżeństwo uznano za morganatyczne, a infant i jego rodzina utracili liczne przywileje. Rodzina zamieszkała w Arenas de San Pedro, gdzie wokół infanta skupiali się znani malarze, pisarze i muzycy epoki. 
Relacje Goi z małżeństwem infantów były bardzo serdeczne. Ludwik Antoni i Maria Teresa byli dla niego nie tylko ważnymi zleceniodawcami, ale także mecenasami. Dwukrotnie zapraszali malarza (i jego żonę Josefę) do swojej posiadłości w Arenas de San Pedro i nie szczędzili mu pochwał i dowodów życzliwości. W latach 1783–1784 Goya wykonał dla nich 16 obrazów. W 1783 roku, przygotowując się do wykonania złożonego Portretu rodziny infanta don Luisa, namalował dwa mniejsze portrety małżonków. Lewy profil Marii Teresy stanowił parę z prawym profilem Ludwika Antoniego. Pendanty powstały w sposób spontaniczny w przeciągu około jednej godziny każdy. 
Pomimo że był to jedynie szkic przygotowawczy, Goya wykonał go z dbałością o szczegóły. Precyzyjnie oddał zwłaszcza skórę twarzy niemłodego już infanta oraz jego perukę. Udało mu się również uchwycić nieco zmęczone spojrzenie Ludwika Antoniego, będące prawdopodobnie efektem rodzinnego sporu z Karolem III i przymusowego życia poza dworem. Dyskretnie zaznaczył rangę swojego modela – ułożona przy żabocie niebieska szarfa oznacza Order Karola III, a czerwona Order Złotego Runa, dwa najwyższe odznaczenia hiszpańskiej korony.